# 圣卢德比菲尼
圣卢德比菲尼（法語：Saint-Loup-de-Buffigny，法語發音：[sɛ̃ lu də byfiɲi]）是法国奥布省的一个市镇，属于塞纳河畔诺让区。

## 地理
圣卢德比菲尼（48°27'3"N, 3°38'3"E）面积10.16 平方千米，位于法国大東部大區奥布省，该省份为法国中北部省份，北起马恩省，西接塞纳-马恩省，西南至约讷省，东南至科多尔省，东临上马恩省。
与圣卢德比菲尼接壤的市镇（或旧市镇、城区）包括：阿旺莱马西伊、费勒-坎塞、拉福斯科尔迪昂、热拉讷、里尼拉诺讷斯、圣伊莱尔苏罗米伊、圣马丹德博斯奈。

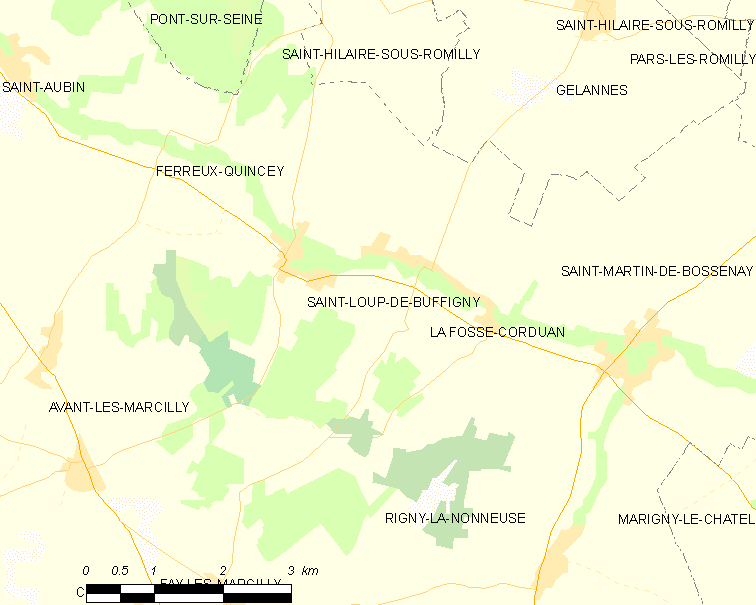
圣卢德比菲尼的OSM定位图

圣卢德比菲尼的时区为UTC+01:00、UTC+02:00（夏令时）。

## 行政
圣卢德比菲尼的邮政编码为10100，INSEE市镇编码为10347。

## 政治
圣卢德比菲尼所属的省级选区为圣利耶县。

## 人口

1962-2008年间圣卢德比菲尼人口变化图示

圣卢德比菲尼于2022年1月1日时的人口数量为213人。